# Houillères de Midi-Pyrénées

Localisation des gisements sur la carte des bassins houillers français.

Les houillères de Midi-Pyrénées sont les charbonnages situés dans le bassin minier de Midi-Pyrénées, en France.

## Carmaux
Dans le bassin carmausin, l'exploitation du charbon remonte au moins depuis le XIIIe siècle, attesté par un document conservé aux Archives Départementales du Tarn (Péage du pont vieux vers 1295 cote AA1). Découvert sur les bords du Cérou, une petite rivière traversant Carmaux (département du Tarn), il est d'abord recherché par les laboureurs propriétaires du sol.
À la fin du XVIIe siècle, la noblesse et les groupements de propriétaires se réservent les exploitations, ce qui favorise l'évolution des techniques d'extraction. Au XVIIIe siècle, l'emploi du charbon se généralise en Europe et il apparaît indispensable au gouvernement de réformer le droit minier car les exploitations sont devenues anarchiques au fil du temps. L'arrêt de 1744 définit des règles afin de limiter les abus, il réaffirme l'entière propriété du roi sur le sous-sol français, ainsi que les devoirs des exploitants envers la sécurité et les conditions de travail des charbonniers. C'est peu après qu'est fondé la première verrerie de Carmaux, par le chevalier Gabriel de Solages, lequel veut ainsi exploiter les gisements charbonniers.
Des grèves très dures agitent Carmaux en 1892-1895. C'est lors de la grève des mineurs de 1892 que Jaurès se convertit au socialisme, étant élu l'année suivante député du Tarn, tandis que la grève de la verrerie Sainte-Clotilde, en 1895, aboutit à la création d'une verrerie autogérée à Albi, qui adoptera en 1931 le statut de société coopérative ouvrière de production (SCOP).

### La nationalisation de1946
Les deux conflits mondiaux entraînent la croissance des besoins en charbon mais aussi les pertes humaines, ces dernières étant compensées par l'arrivée de mineurs étrangers. Au sortir de la Seconde Guerre mondiale, la France doit se reconstruire, elle engage la "bataille du charbon" pour produire davantage. La Société minière de Carmaux réquisitionnée échappe à la famille de Solages pour devenir la concession des Houillères de Carmaux ; après la nationalisation des houillères en 1946, les mines carmausines intègrent les Houillères du Bassin d'Aquitaine, puis, en 1969, les Houillères du Bassin du Centre et du Midi.
Cependant, le premier plan établi par Jean Monnet (1946-1952), engage un programme de modernisation des équipements : à Carmaux est construite une nouvelle centrale thermique alimentée par le charbon. Carmaux est à l'apogée de sa production charbonnière. Mais en 1958, la politique énergétique française est reconsidérée du fait de la compétitivité des charbons d'importation et de celle d'autres sources d'énergie, comme le gaz naturel et surtout le pétrole. Le marché du charbon diminue, ses débouchés traditionnels dans les transports et les industries disparaissent. Enfin, l'équipement hydroélectrique se développe. 
Le déclin du secteur charbonnier à Carmaux sera progressif mais inéluctable, entraînant la fermeture des puits.

### Patrimoine
- Musée de la mine de Cagnac-les-Mines.
- Cap'Découverte.
- Le chevalement du puits de Sainte-Marie.

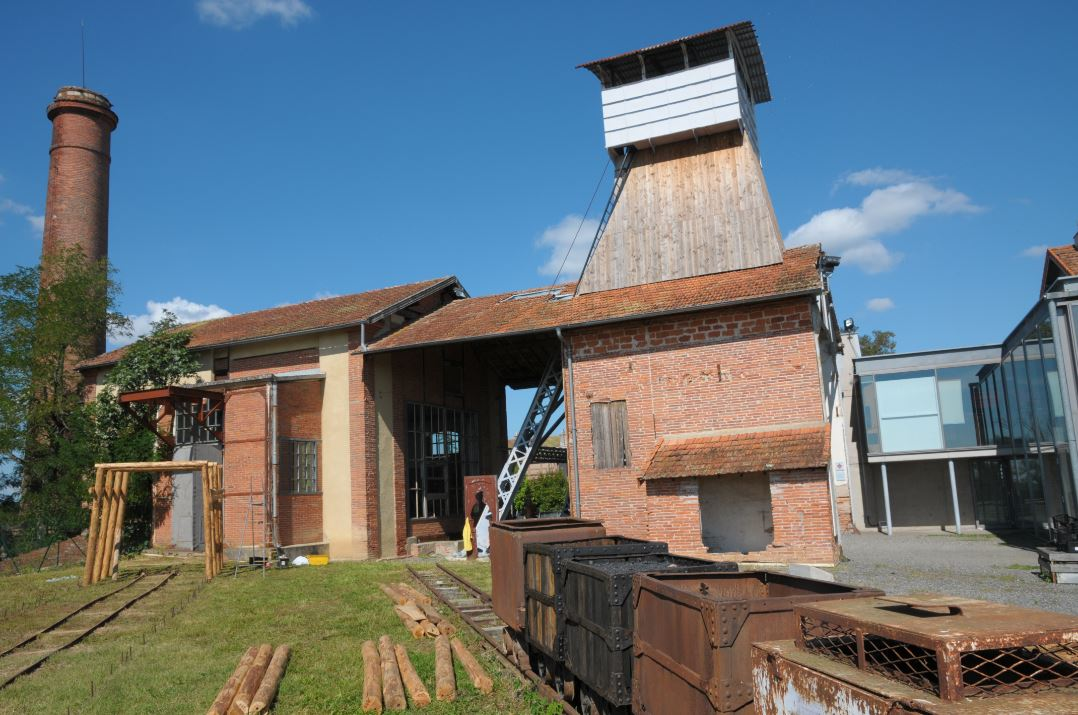
Musée de la mine de Cagnac-les-Mine.
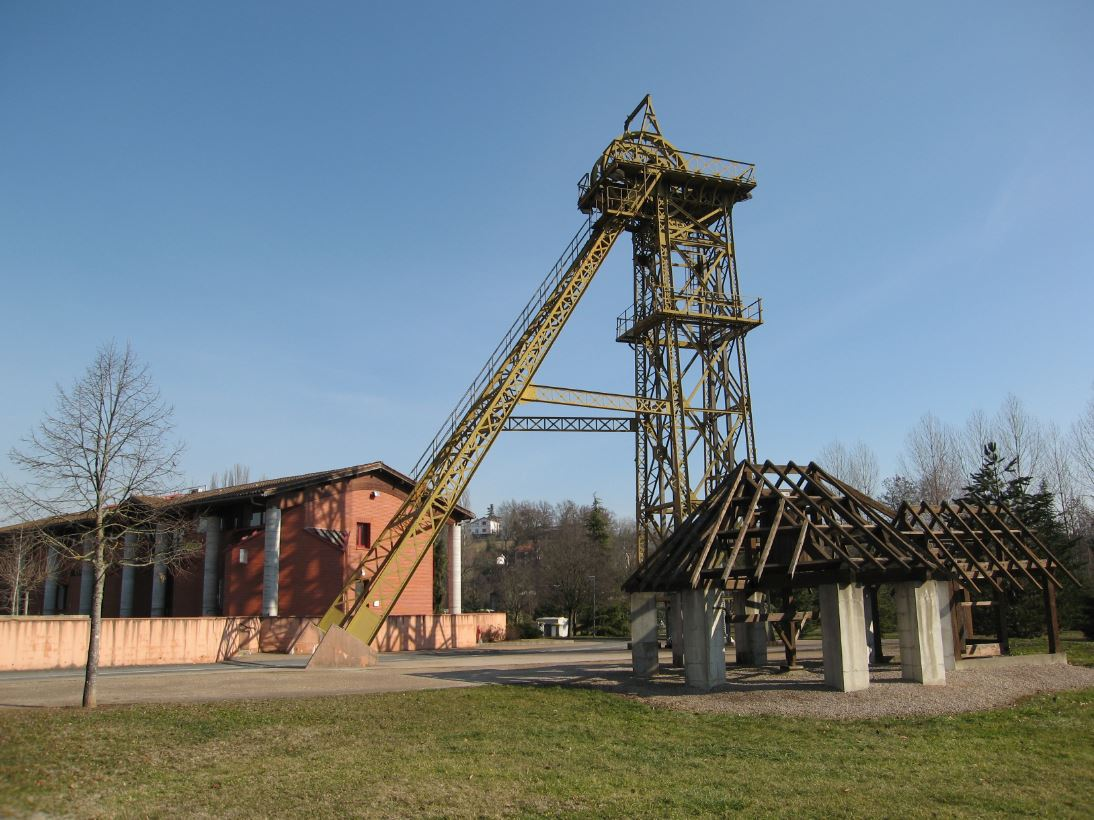
Le chevalement du puits de Sainte-Marie et un baritel.
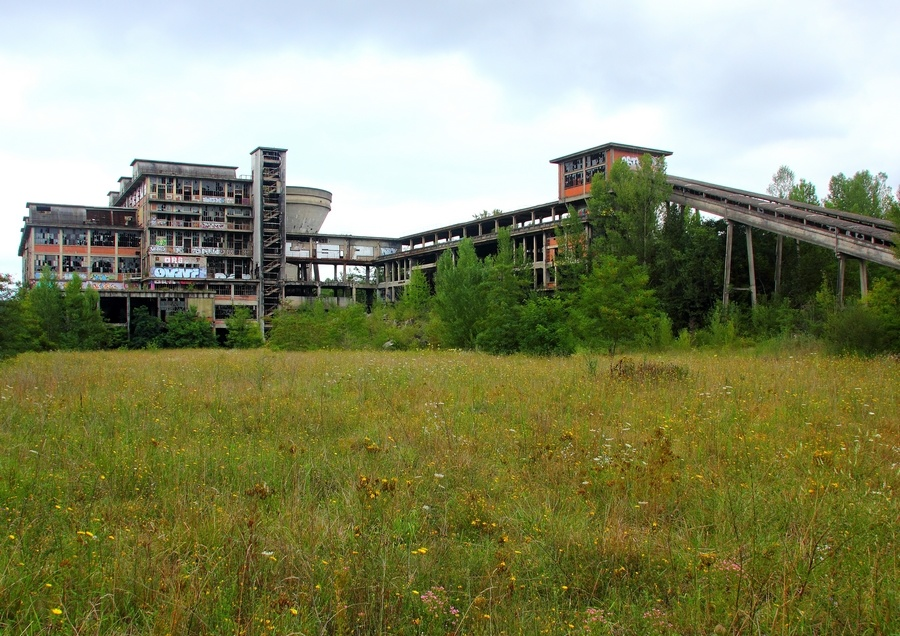
Le lavoir de la Tronquié.
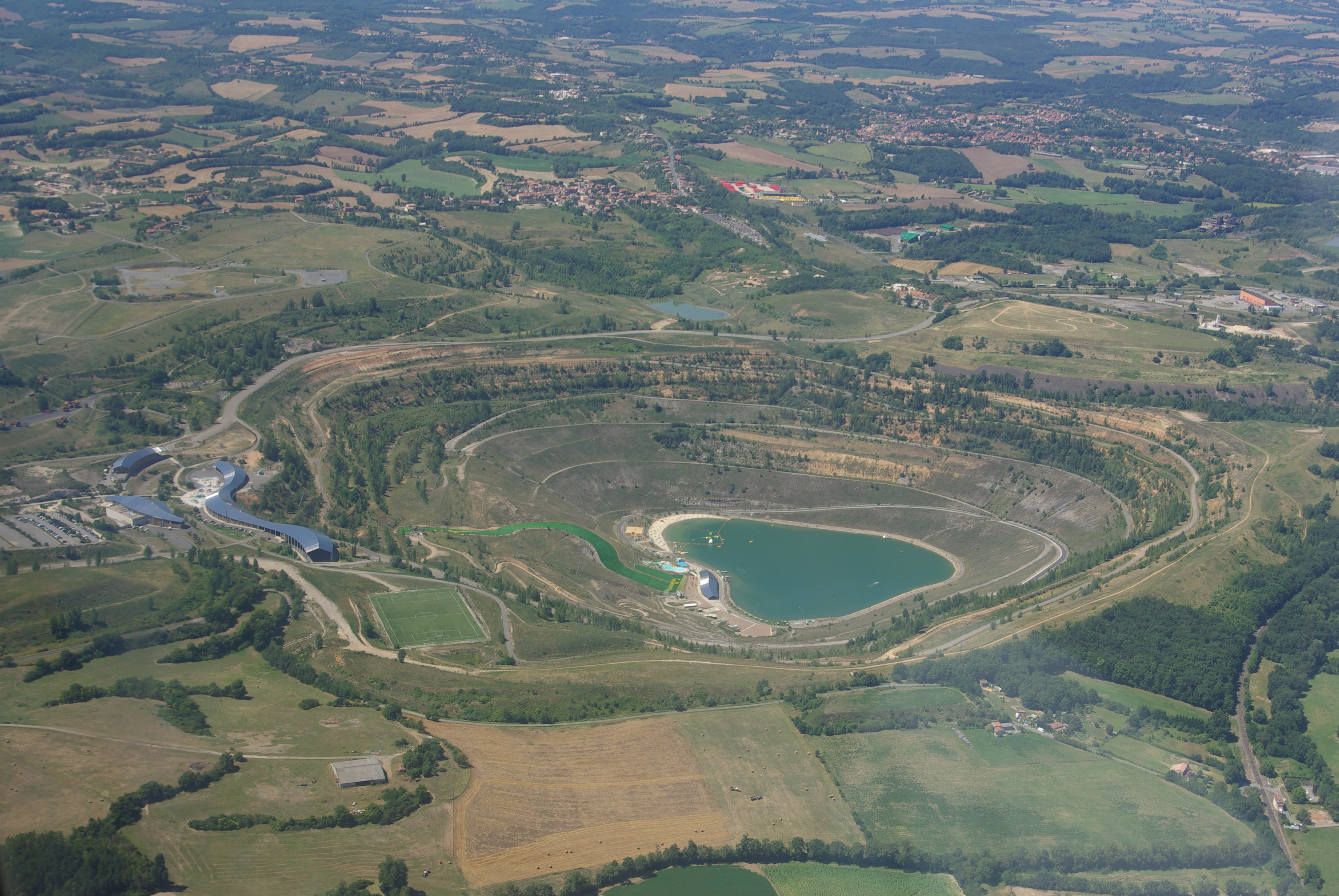
Cap'Découverte.
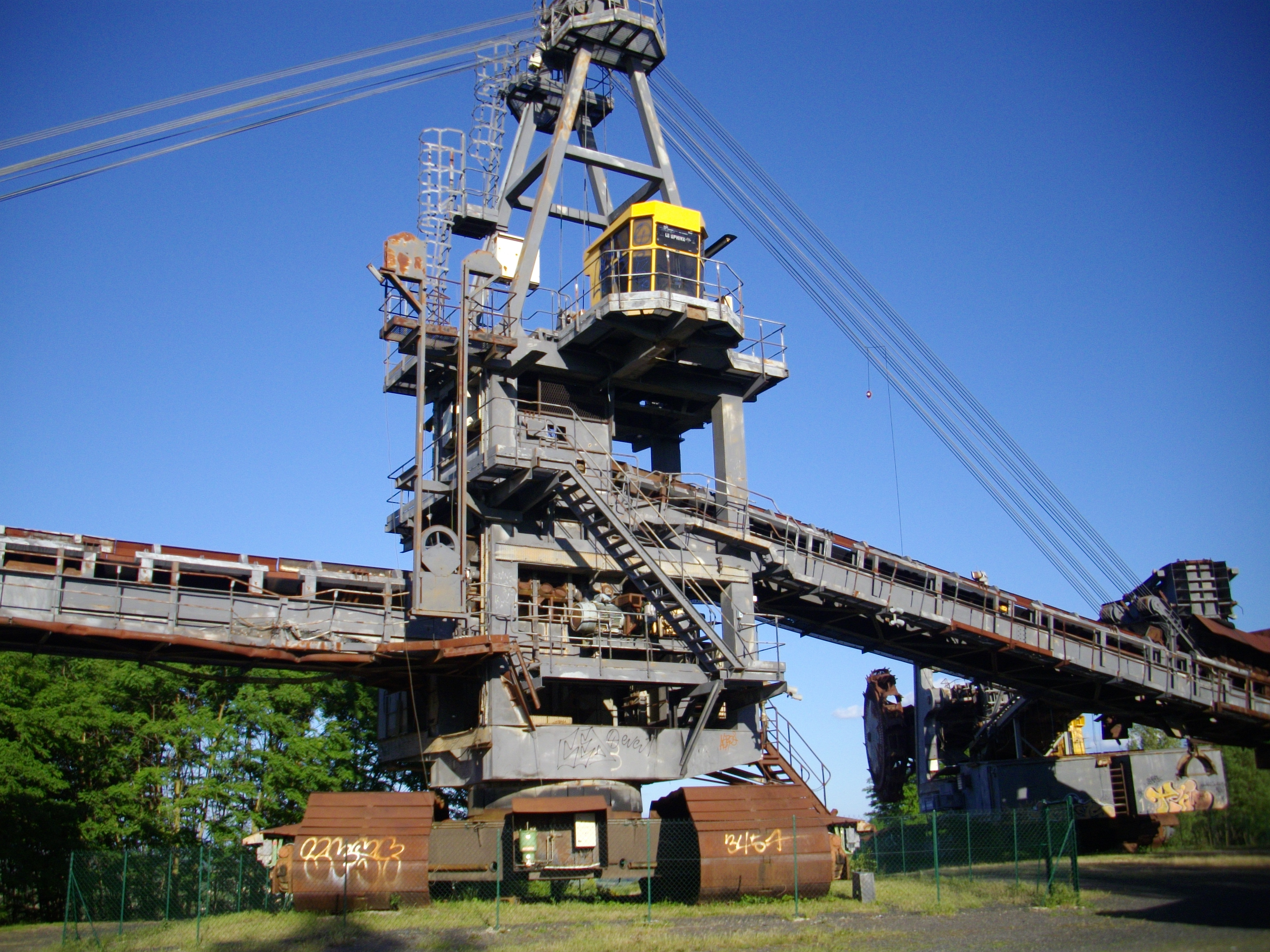
« Parc des Titans », exposition à Cap'Découverte.

## Decazeville

### Géologie
Le bassin houiller de l'Aveyron a la forme d'un triangle pointe au nord de 18 km du nord au sud et 9 km d'est en ouest. Il comporte 4 assises charbonneuses dont l'assise de Campagnac qui comporte une couche de plus de 50 m exploitable d'abord à ciel ouvert puis en mine de fond, et l'assise de Bourran, la plus importante qui comporte une couche de 50 à 80 m exploitable à ciel ouvert. Les couches sont faillées et relativement peu profondes (le puits le plus profond avait 460 m) et l'exploitation à ciel ouvert a été largement utilisée. Les charbons sont gras, riches en matières volatiles et en soufre. Il en résulte une tendance à l'inflammation spontanée au contact de l'air, cause d'accidents miniers et d'une destruction du gisement. Cette combustion est à l'origine du thermalisme local (Thermes de Cransac).
Du minerai de fer était présent dans le bassin aveyronnais (exploitation conjointe du fer et du charbon par le puits guidé de Combes) ou à proximité (Mondalazac, Lunel…). À noter aussi l'existence de mines de zinc (Asprières, Figeac, Villefranche…).
Il existait de petits bassins houillers plus à l'est près de Rodez : Gages (fermé en 1929), Bertholène (fermé en 1958), Cruéjouls (fermé en 1988) et une mine de schistes bitumeux à Sévérac.

### Histoire
L'extraction artisanale de charbon est connue depuis le XVe siècle.
L'industrialisation a débuté au XIXe siècle grâce au duc Decazes qui donna son nom à la toute nouvelle agglomération et à François Cabrol. La coexistence de gisements de charbon et de fer a permis la naissance d'un bassin charbonnier et sidérurgique qui sera d'une importance nationale jusqu'en 1870. Le développement minier est associé à la création de la sidérurgie (1828 : forges de Firmi, 1831 : forges de Decazeville, 1847 : forges d'Aubin). D'autres industries s'installent aussi : verrerie de Penchot, carbochimie de Decazeville (1923) et surtout usines de zinc de Penchot et de Viviez (1855).

Après un essor rapide, l'industrie locale entre en crise du fait de l'isolement et des difficultés de transport ainsi que du libre échange (1845-1855), du charbon meilleur marché étant produit ailleurs. La crise de 1867-1869 aggrave encore la situation sociale. Les premières grèves éclatent et en particulier le 8 octobre 1869 où la troupe tire sur les grévistes aux forges d'Aubin (17 morts) ; cet épisode a inspiré Victor Hugo (poème Aubin) et Émile Zola. En 1886, au cours d'une grève de 108 jours, le directeur des mines de Decazeville est tué. Cette crise engendre un exode massif. Aussi, lors de la reprise économique vers 1895, le manque de main-d'œuvre conduit au début de l'immigration. Cette période fut l'apogée du bassin houiller de l'Aveyron. À partir de 1920 le déclin s'installe et se terminera par la désindustrialisation quasi complète du bassin. L'agglomération qui a compté jusqu'à 36 300 habitants en 1911, n'en avait plus que 19 000 en 1990. Plus de 15 000 emplois industriels ont été perdus.

### Les mines

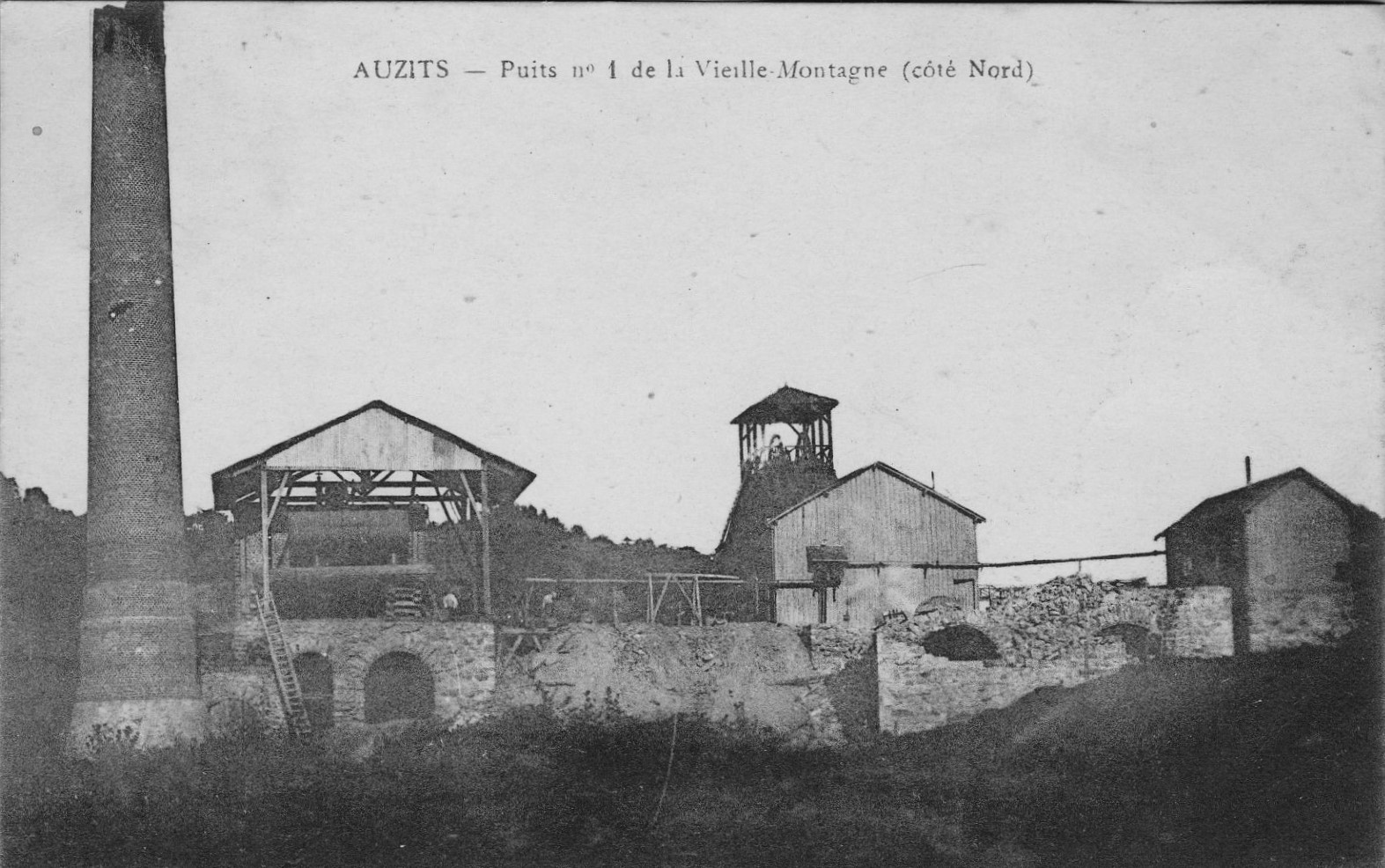
Le puits no 1 de la Vieille-Montagne à Auzits.

Plus de 200 puits ont été forés. Il y avait aussi de nombreuses fendues (galeries au flanc des collines) et une quinzaine de mines à ciel ouvert dont la plus grande était la Découverte. Les 7 000 mineurs de 1910 ont vu leur nombre se réduire à 5 000 en 1945, à 2 200 en 1961, à 380 en 1983 jusqu'à la fermeture en 2002. La production maximale annuelle a été de 1 133 000 t en 1917. Elle était de 797 000 t en 1957 et de 310 000 t en 1989. On estime que 110 millions de tonnes de charbon ont été extraites en 170 ans. La fermeture programmée des mines de fond en 1966 a été la cause d'une grève de 66 jours en 1961-1962.

L'histoire des mines de l'Aveyron est émaillée de catastrophes liées au feu ou au grisou : 1888 (49 morts), 1913 (11 morts), 1927 (huit morts), 1957 (huit morts).

### Patrimoine
- Musée de la Mine Lucien Mazars (Aubin)
- Musée de l'A.S.P.I.B.D. (Association de Sauvegarde du Patrimoine Industriel du Bassin de Decazeville-Aubin)
- musée régional de géologie « Pierre Vetter » (du nom de son fondateur), consacré surtout aux gisements de la période carbonifère.
- Site de La Découverte, ancienne mine à ciel ouvert accompagné du chevalement du puits Central.

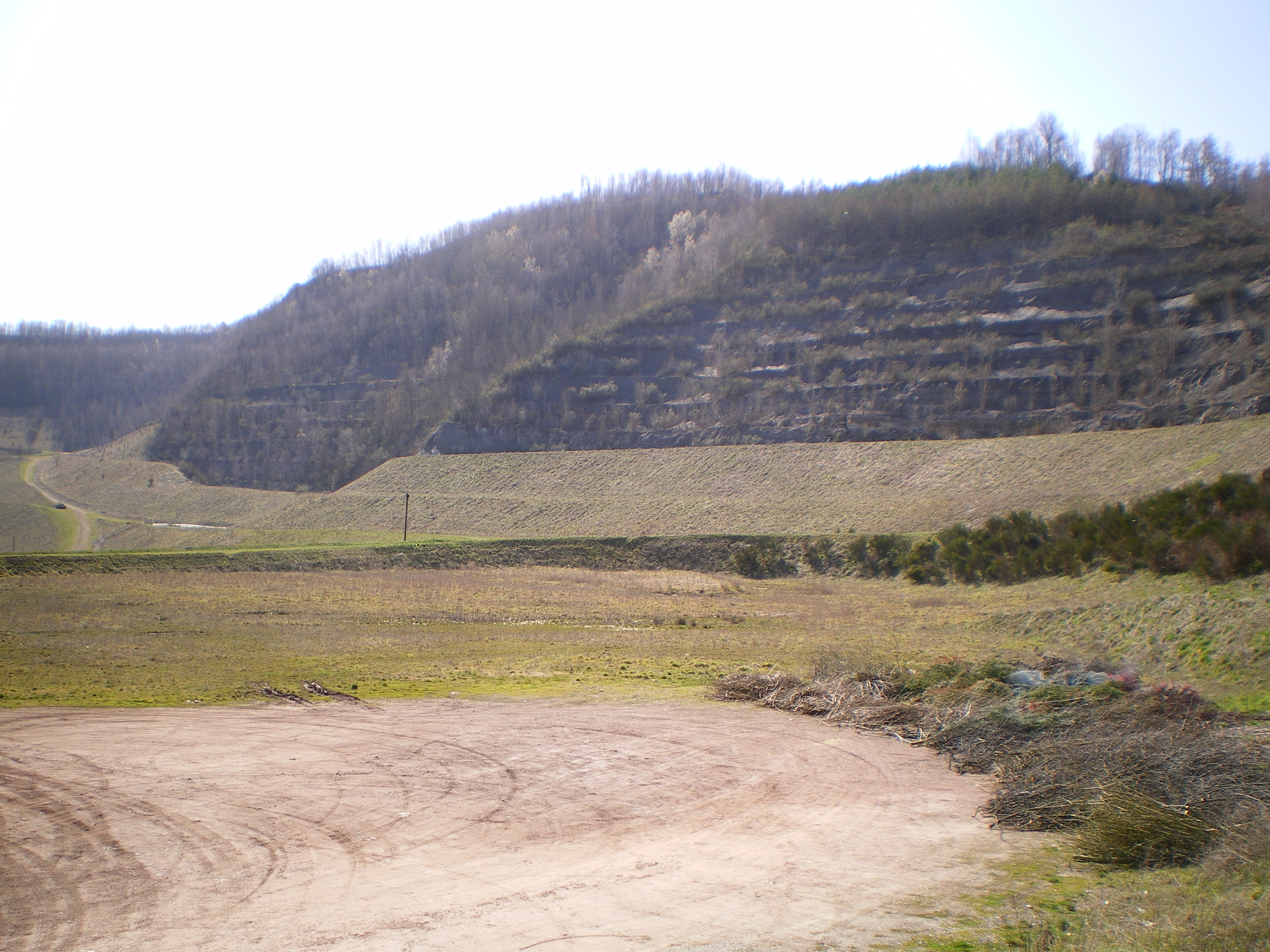
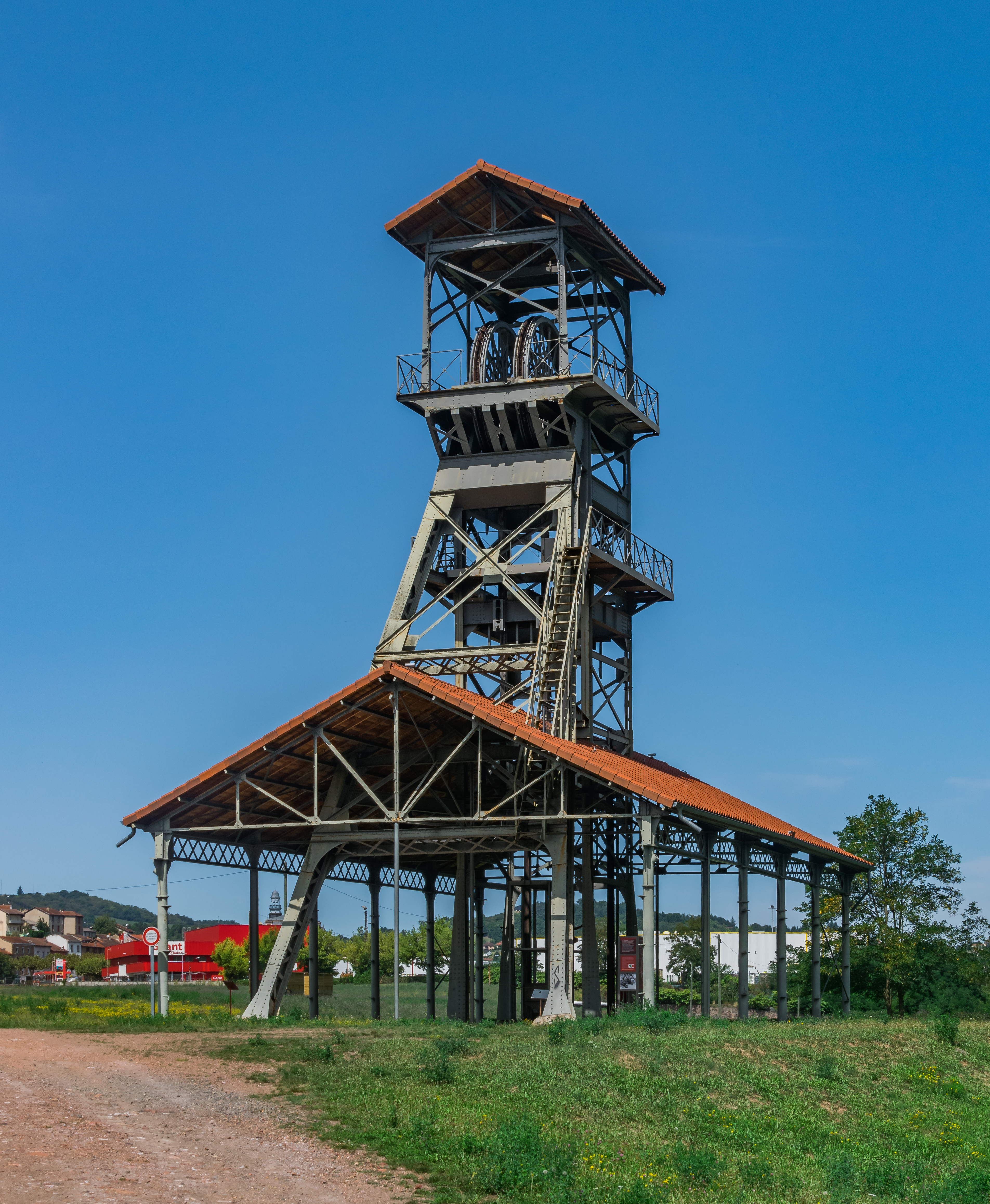
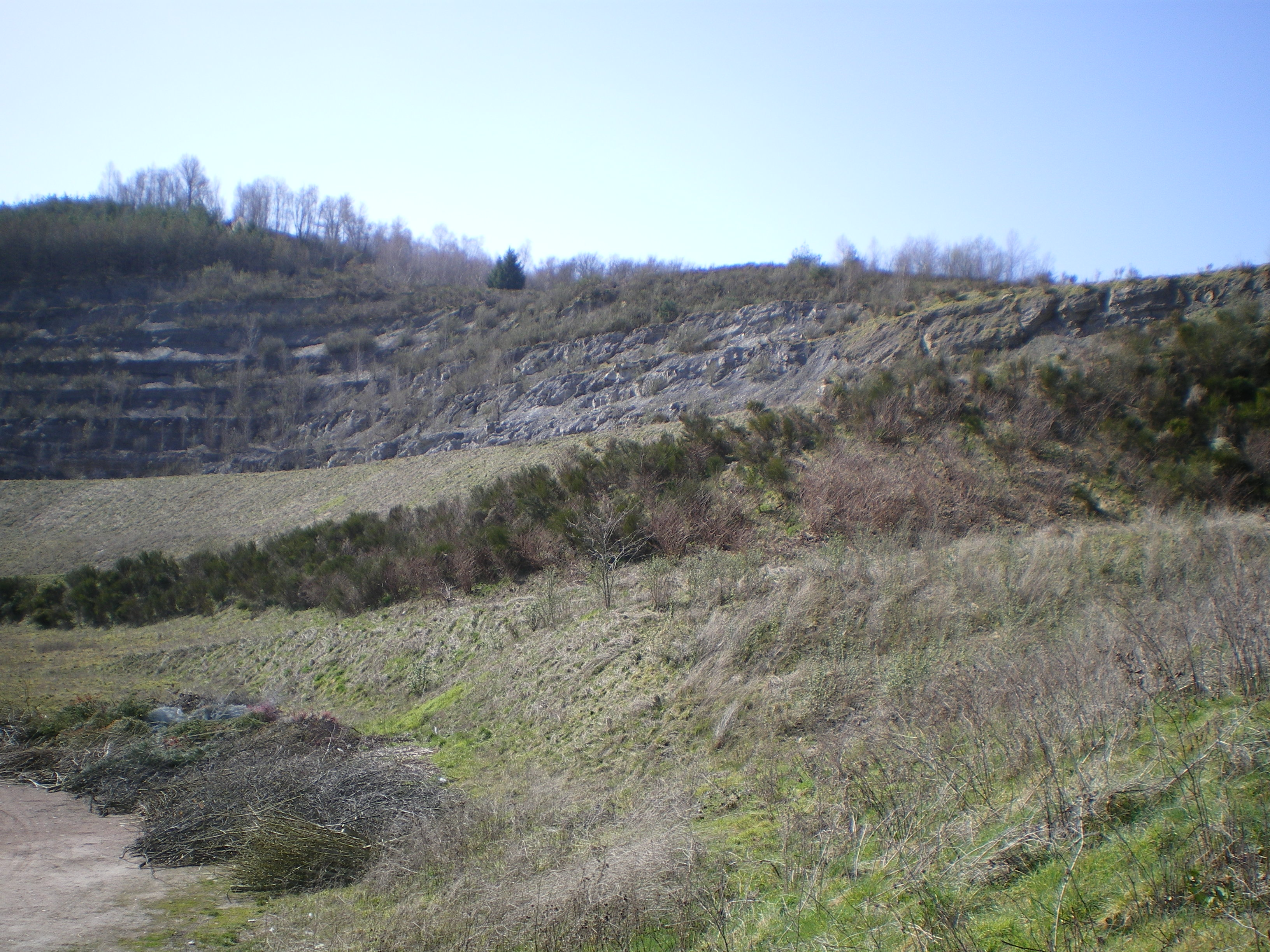
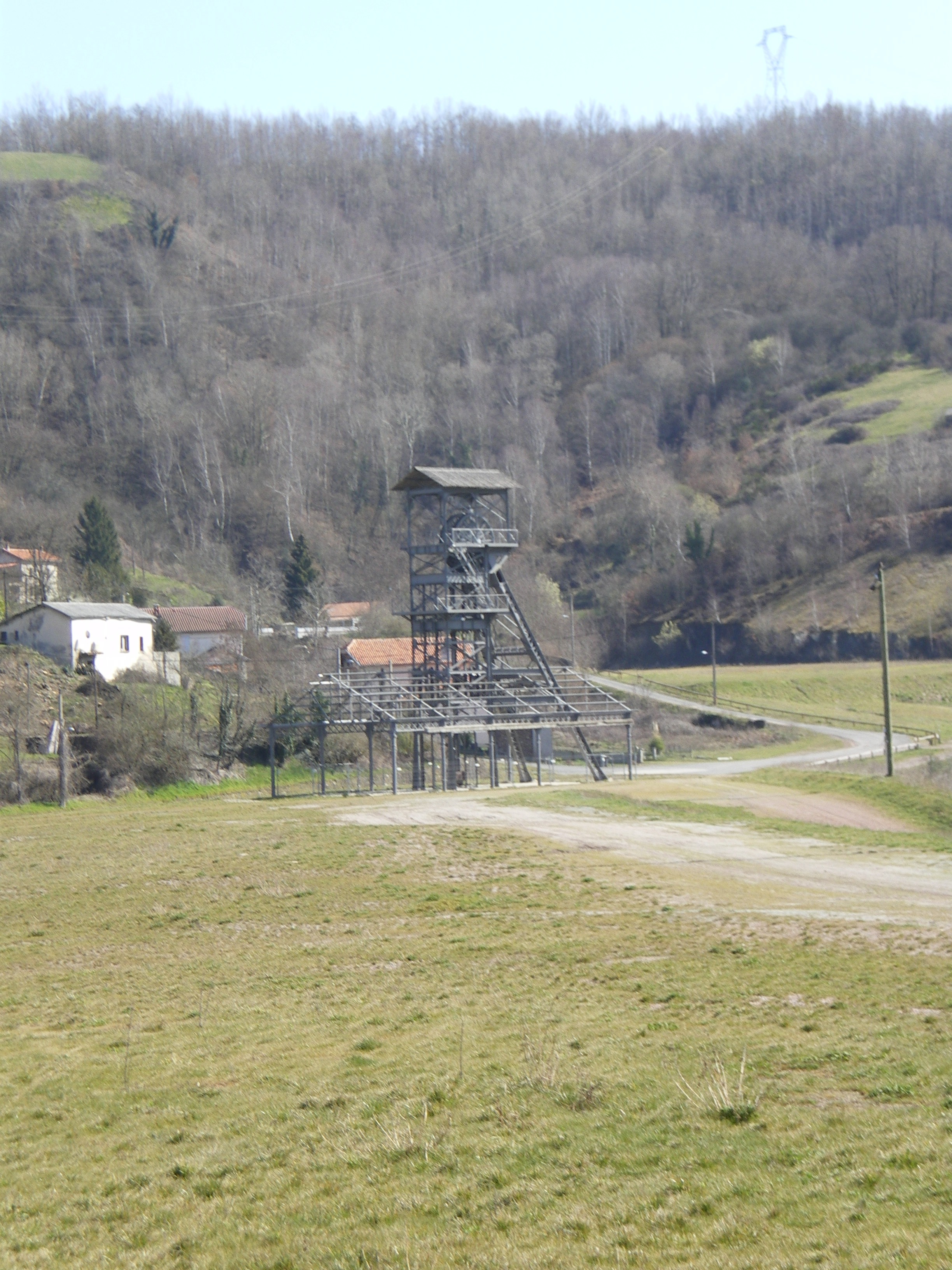